# Microphorella beckeri
Microphorella beckeri is een vliegensoort uit de familie van de dansvliegen (Empididae). De wetenschappelijke naam van de soort is voor het eerst geldig gepubliceerd in 1910 door Strobl.